# Иван Тодоров (политик)
Вижте пояснителната страница за други личности с името Иван Тодоров.
Иван Тодоров Нейков е български политик от БКП, герой на социалистическия труд и заслужил строител.

## Биография
Роден е на 18 септември 1920 г. в сливенското село Загорци. Член на РМС от 1938 г., а на БКП от 1944 г. От 1943 до 1944 г. лежи в затвора. След 9 септември влиза в МВР. Включва се в изграждането на Димитровград и командва строителна бригада. От 1953 до 1956 г. учи във Висшата партийна школа при ЦК на КПСС. След това е секретар и първи секретар на Градския комитет на БКП в Димитровград. От 1959 до 1971 г. е партиен отговорник на ЦК на БКП и на Министерския съвет в Комплекса „Марица Изток“ и в Металургичния комбинат „Леонид Брежнев“ в Кремиковци. Известно време е първи секретар на Районния комитет на БКП в Кремиковци и член на Градския комитет на БКП в София. През 1971 г. е назначен за председател на ЦК на Профсъюза на работниците от строителството и строителната промишленост.. От 1962 до 1971 г. е кандидат-член на ЦК на БКП, а от 1971 до 1990 г. е член на Централната контролно-ревизионна комисия на БКП. Награждаван е с два ордена „Георги Димитров“.